# 엘 세크레타리오
《엘 세크레타리오》(스페인어: El secretario)은 2011년 방영된 콜롬비아의 텔레노벨라이다.